# Dorly Marmillod
Dorly Marmillod (* 1914 in Trogen; † 27. September 1978 an der Dent d’Hérens) war eine Schweizer Bergsteigerin und Pionierin des Frauenbergsteigens in den Anden.

## Leben
Dorly Marmillod kam 1914 als Dora Ida Eisenhut in Trogen in Appenzell Ausserrhoden zur Welt, als Tochter eines Juristen und Bezirksgerichtsschreibers. Nach dem frühen Tod ihres Vaters zog sie als Neunjährige mit ihrer Mutter Ida Eisenhut-Reber nach Montreux. Ihre Mutter führte dort eine Pension für Studenten.
Ihren zukünftigen Mann Frédéric Marmillod lernte sie in einem Tanzkurs kennen. Gemeinsam unternahmen sie Bergtouren in den Alpen. 1934 heirateten sie, das Paar hatte vier Töchter.  
Zwischen 1938 und 1960 lebten sie in verschiedenen Ländern Südamerikas und in Mexiko, wo Frédéric für die Firma Sandoz tätig war. Während diesen Jahren unternahmen sie gemeinsam eine grosse Zahl von Bergbesteigungen und Erstbesteigungen in den Anden. Dorly gelangen dabei viele erste Frauenbesteigungen. Sie gilt als eine der Pionierinnen des Frauenbergsteigens in den Anden.
Nach der Rückkehr in die Schweiz 1960 unternahmen Frédéric und Dorly viele Bergtouren in den Alpen. Bei einer Besteigung der Dent d’Hérens fanden sie den Tod durch Erfrieren.

## Bedeutende Besteigungen (Auswahl)
- 1938, 27. Dezember Nevado Juncal (6110 m), (Chile). Erste Frauenbesteigung.
- 1939, 11. April Cerro Alto de los Leones (5445 m), (Chile). Erstbesteigung.
- 1941, 9. März Frailes de Actopan (3000 m), (Mexico). Zweitbesteigung, erste Frauenbesteigung.
- 1943, 3. März Pico Cristóbal Colón (5775 m), (Kolumbien). Erste Frauenbesteigung.
- 1943, 3. März Pico Simón Bolívar (5775 m), (Kolumbien). Erstüberquerung vom Pico Cristóbal Colón.
- 1943, April Nevado del Tolima (5215 m), (Kolumbien). Erste Frauenbesteigung.
- 1944, 9. Juli Nevado Rajuntai (5477 m), (Peru). Erstbesteigung.
- 1945, 14. August Nevado Milluacocha (5480 m), (Peru). Erstbesteigung.
- 1948, 13. März Cerro Cuerno (5462 m), (Argentinien). Erste Frauenbesteigung.
- 1953, 23. Januar Aconcagua, Südgipfel (6930 m), (Argentinien). Neue Route Westflanke, Erstbegehung.